# Naturbahnrodel-Europameisterschaft 1997
Die 17. FIL Naturbahnrodel-Europameisterschaft fand vom 31. Januar bis 2. Februar 1997 im italienischen Moos in Passeier statt.

## Einsitzer Herren
| Platz | Name                | Zeit |
| ----- | ------------------- | ---- |
| 01    | Reinhard Gruber     | ?    |
| 02    | Manfred Gräber      | ?    |
| 03    | Gerhard Pilz        | ?    |
| 04    | Anton Blasbichler   | ?    |
| 05    | Gotthard Hofer      | ?    |
| 06    | Martin Gruber       | ?    |
| 07    | Martin Psenner      | ?    |
| 08    | Christian Hafner    | ?    |
| 09    | Stefan Karner       | ?    |
| 10    | Hansjörg Ellemunter | ?    |
| 11    | Andi Ruetz          | ?    |
| 12    | Daniele Pieiller    | ?    |
| 13    | Robert Tomelitsch   | ?    |
| 14    | Anton Maurer        | ?    |
| 15    | Georg Eberharter    | ?    |
| 16    | Helmut Ruetz        | ?    |
| 17    | Knut Solheim        | ?    |
| 18    | Patrick Clemens     | ?    |
| 19    | Borut Fejfar        | ?    |
| 20    | Peter Lechner       | ?    |
| 21    | Grega Spendov       | ?    |
| 22    | Ari Tuominen        | ?    |
|       | Gašper Benedik      | ?    |
| 24    | Marcus Grausam      | ?    |
| 25    | Marcin Pawlus       | ?    |
| 26    | Tomi Ahonen         | ?    |
| 27    | Norbert Parusel     | ?    |
| 28    | Gašper Megušar      | ?    |
| 29    | Vili Rakovec        | ?    |
| 30    | Jacek Andrzejewski  | ?    |
| 31    | Michał Andrzejewski | ?    |
| 32    | Franz Dreher        | ?    |
| 33    | Andrzej Laszczak    | ?    |
| 34    | Eddy Dunlop         | ?    |
| --    | Ferdinand Hirzegger | DNF  |
| --    | Marko Meglič        | DNF  |

Der 19-jährige Reinhard Gruber aus Italien wurde Europameister im Einsitzer der Herren. Er gewann das Rennen vor seinem Landsmann und Titelverteidiger Manfred Gräber. Dritter wurde der amtierende Weltmeister Gerhard Pilz aus Österreich.

## Einsitzer Damen
| Platz | Name              | Zeit |
| ----- | ----------------- | ---- |
| 01    | Ljubow Panjutina  | ?    |
| 02    | Elvira Holzknecht | ?    |
| 03    | Sonja Steinacher  | ?    |
| 04    | Simona Martin     | ?    |
| 05    | Christa Gietl     | ?    |
| 06    | Erna Schweigl     | ?    |
| 07    | Sandra Mariner    | ?    |
| 08    | Luzia Seeber      | ?    |
| 09    | Sonja Dobson      | ?    |
| 10    | Manuela Zanona    | ?    |
| 11    | Tina Tolar        | ?    |
| 12    | Hanna Ristola     | ?    |
| 13    | Kamila Machnik    | ?    |
| --    | Nicole Grüner     | DNS  |

Zum ersten Mal in der Geschichte der Naturbahnrodel-Europameisterschaften ging der Titel im Einsitzer der Damen nicht an eine Rodlerin aus Italien oder Österreich. Die 26-jährige Russin Ljubow Panjutina, die 1992 bereits Weltmeisterin und bei der letzten Europameisterschaft Zweite war, gewann die Goldmedaille. Silber ging an die Österreicherin Elvira Holzknecht, die die letzten beiden Europameisterschaften an dritter Stelle beendet hatte und bereits zweimal Zweite bei Weltmeisterschaften war. Die Bronzemedaille gewann die Italienerin Sonja Steinacher, für die es die erste Medaille bei Titelkämpfen war.

## Doppelsitzer
| Platz | Name                                     | Zeit |
| ----- | ---------------------------------------- | ---- |
| 01    | Helmut Ruetz – Andi Ruetz                | ?    |
| 02    | Martin Psenner – Christian Hafner        | ?    |
| 03    | Reinhard Beer – Herbert Kögl             | ?    |
| 04    | Roland Niedermair – Hubert Burger        | ?    |
| 05    | Armin Mair – David Mair                  | ?    |
| 06    | Martin Schneebauer – Peter Lechner       | ?    |
| 07    | Marcin Pawlus – Andrzej Laszczak         | ?    |
| 08    | Peter Braunegger – Klaus Mauracher       | ?    |
| 09    | Christian Schatz – Stefan Karner         | ?    |
| 10    | Gerd Mittermair – Werner Töchterle       | ?    |
| --    | Jacek Andrzejewski – Michał Andrzejewski | DNF  |

Die Österreicher Helmut und Andi Ruetz wurden zum zweiten Mal in Folge Europameister im Doppelsitzer. Die Silbermedaille gewannen die Italiener Martin Psenner und Christian Hafner. Psenner war zusammen mit Arthur Künig bereits bei der letzten EM Zweiter gewesen, Hafner war damals gemeinsam mit Jürgen Pezzi Dritter geworden. Die Bronzemedaille gewannen die amtierenden Weltmeister Reinhard Beer und Herbert Kögl aus Österreich.

## Medaillenspiegel
| Platz | Land       | Gold | Silber | Bronze | Gesamt |
| ----- | ---------- | ---- | ------ | ------ | ------ |
| 1.    | Italien    | 1    | 2      | 1      | 4      |
| 2.    | Österreich | 1    | 1      | 2      | 4      |
| 3.    | Russland   | 1    | —      | —      | 1      |